# Kylie Fasnacht
Kylie Fasnacht   (Port St. Lucie, c. 1998) és una pilot professional de motocròs nord-americana. Entre el 2015 i el 2017 va guanyar tres campionats AMA de motocròs en categoria femenina (WMX) consecutius. El 2019 va formar part de la selecció femenina dels Estats Units per al Motocròs de les Nacions Europees (WMXoEN).
Fasnacht va viure l'ambient del motocròs de ben petita, ja que la seva família dirigeix un centre d'entrenament a Port St. Lucie. Va començar a conduir motocicletes a només tres anys i actualment també fa d'entrenadora a les instal·lacions familiars.

## Palmarès
Títols per any
| Any  | Equip    | Campionat     | Classe |
| ---- | -------- | ------------- | ------ |
| 2015 | Kawasaki | AMA Motocross | WMX    |
| 2016 | Kawasaki | AMA Motocross | WMX    |
| 2017 | Kawasaki | AMA Motocross | WMX    |